# Hôpital pour enfants Morgan Stanley
L'hôpital pour enfants Morgan Stanley (anglais: Morgan Stanley Children's Hospital) est un hôpital pour enfants américain situé à Manhattan, New York, à l'intersection de Broadway et de la 165e rue. L'établissement hospitalier fait partie de l'Hôpital presbytérien de New York et du Centre médical de l'université Columbia. 
Sa construction a été en majeure partie financée par la banque d'investissement Morgan Stanley, via une donation de 55 millions de dollars, pour un coût total de 120 millions de dollars.
Il ouvre ses portes le 12 novembre 2003.